# 梅村晴貴
梅村 晴貴（うめむら はるき、1995年5月14日 - ）は、静岡県出身の元プロサッカー選手、僧侶。ポジションはMF。引退後に婿入りし現姓は五藤 晴貴（ごとう はるき）。
本文中の表記は原則「梅村」にて統一する。

## 来歴
6歳でサッカーを始め、ジュビロ磐田U-15に加入。2011年にU-18に昇格し、2013年には背番号10を背負った。
2014年、カターレ富山に加入、7月にJリーグ・アンダー22選抜に追加登録され、J3公式戦に2試合出場。10月に右反復性肩関節脱臼および肩関節唇損傷の手術（全治6ヶ月）を行った。
2015年7月、JFLのFCマルヤス岡崎へ期限付き移籍。
2016年1月、富山へ復帰。7月25日に行われたツエーゲン金沢との練習試合中に負傷し、左膝前十字靭帯損傷と診断され手術を行った。
2018年、FCマルヤス岡崎へ移籍。シーズン初先発した6月2日のJFL第11節テゲバジャーロ宮崎戦で2ゴールを決めるなど活躍したが、シーズン終了後、現役を引退した。「怪我などが多く、歯痒い年が多くなってしまいましたが、プロサッカー選手という世界の厳しさを感じることができました。しかし今年一年間怪我なくプレーできたことが本当に嬉しかったです。これからも長い長い人生になりますが、またどこかで梅村晴貴という名前を皆様に聞いていただけるような人生を目指し、頑張っていきます。」とコメントした。
引退後はFCマルヤス岡崎のスタッフに就任し、2020年に退職した。同年12月6日に自身のTwitterで入籍を報告したのを最後に音沙汰がなかったが、2023年4月24日に約2年半ぶりとなるツイートで僧侶への異例の転職を報告した。
妻は静岡県島田市にある曹洞宗の寺院「林入寺」の住職の娘で、住職から「寺を継いでほしい」と懇願され婿入り。僧侶となる以前に知識の無かった梅村は単身、福井県永平寺での修行体験に臨んだ。その際一度は「僧侶になるのは絶対に無理」と考えるが、やがて仏門に入る事を決意。横浜市[[鶴見区�(横浜市)|鶴見区]]總持寺での2年間の修行を経て資格を取り、現在は住職を補佐し葬儀や法要の手伝いに当たっている。

## 所属クラブ
ユース経歴
- 城北SSS
- 2008年 - 2010年 ジュビロ磐田U-15
- 2011年 - 2013年 ジュビロ磐田U-18
  - 2012年 ジュビロ磐田（2種登録選手）[15]

プロ経歴
- 2014年 - 2017年　カターレ富山
  - 2014年7月 - 同年12月 Jリーグ・アンダー22選抜
  - 2015年7月 - 2016年1月 FCマルヤス岡崎（期限付き移籍）
- 2018年 FCマルヤス岡崎

## 個人成績
| 国内大会個人成績 | 国内大会個人成績 | 国内大会個人成績 | 国内大会個人成績 | 国内大会個人成績 | 国内大会個人成績 | 国内大会個人成績 | 国内大会個人成績 | 国内大会個人成績 | 国内大会個人成績 | 国内大会個人成績 | 国内大会個人成績 |
| 年度             | クラブ           | 背番号           | リーグ           | リーグ戦         | リーグ戦         | リーグ杯         | リーグ杯         | オープン杯       | オープン杯       | 期間通算         | 期間通算         |
| 年度             | クラブ           | 背番号           | リーグ           | 出場             | 得点             | 出場             | 得点             | 出場             | 得点             | 出場             | 得点             |
| 日本             | 日本             | 日本             | 日本             | リーグ戦         | リーグ戦         | リーグ杯         | リーグ杯         | 天皇杯           | 天皇杯           | 期間通算         | 期間通算         |
| ---------------- | ---------------- | ---------------- | ---------------- | ---------------- | ---------------- | ---------------- | ---------------- | ---------------- | ---------------- | ---------------- | ---------------- |
| 2014             | 富山             | 25               | J2               | 0                | 0                | -                | -                | 1                | 0                | 1                | 0                |
| 2015             | 富山             | 25               | J3               | 0                | 0                | -                | -                | -                | -                | 0                | 0                |
| 2015             | マルヤス         | 37               | JFL              | 9                | 0                | -                | -                | 1                | 0                | 10               | 0                |
| 2016             | 富山             | 25               | J3               | 0                | 0                | -                | -                | 0                | 0                | 0                | 0                |
| 2017             | 富山             | 25               | J3               | 0                | 0                | -                | -                | 0                | 0                | 0                | 0                |
| 2018             | マルヤス         | 29               | JFL              | 7                | 2                | -                | -                | -                | -                | 7                | 2                |
| 通算             | 日本             | 日本             | J2               | 0                | 0                | -                | -                | 1                | 0                | 1                | 0                |
| 通算             | 日本             | 日本             | J3               | 0                | 0                | -                | -                | -                | -                | 0                | 0                |
| 通算             | 日本             | 日本             | JFL              | 16               | 2                | -                | -                | 1                | 0                | 17               | 2                |
| 総通算           | 総通算           | 総通算           | 総通算           | 16               | 2                | -                | -                | 1                | 0                | 17               | 2                |

- 2012年は2種登録

その他の公式戦
| 2014   | J-22   | -      | J3     | 2 | 0 | 2 | 0 |
| 通算   | 日本   | 日本   | J3     | 2 | 0 | 2 | 0 |
| 総通算 | 総通算 | 総通算 | 総通算 | 2 | 0 | 2 | 0 |

- 公式戦初出場 - 2014年7月13日 天皇杯 2回戦 対横浜FC戦（ニッパ球）70分より
- Jリーグ初出場（J-22）- 2014年7月27日 J3 第19節 対町田ゼルビア戦（町田）80分より

## 代表・選抜歴
- 2013年 U-18日本代表候補[16]
- 2013年 SBSカップ 国際ユースサッカー 静岡ユース選抜[17]